# وینزبرو (تگزاس)
وینزبرو، تگزاس(به انگلیسی: Winnsboro, Texas) شهری در ایالت تگزاس از ایالات جنوبی ایالات متحده آمریکا است. در سرشماری سال ۲۰۰۰، جمعیت این شهر ۳۵۸۴ نفر اعلام شد.